# Burnice
Burnice ali burjevke (znanstveno ime Fregatidae) so družina morskih ptic iz reda veslonožcev, razširjena po tropskih in subtropskih oceanih sveta. Družino sestavlja en sam rod, Fregata, v katerega uvrščamo pet danes živečih opisanih vrst. Po fregatah (tipu vojne ladje) so jih poimenovali francoski pomorščaki zaradi njihove okretnosti in agresivnosti, kar se je ohranilo do danes v znanstvenem imenu skupine.

## Opis
So srednje veliki ptiči z zelo dolgimi perutmi in dolgim, škarjastim repom. Imajo sploh največje razmerje med površino peruti in telesno težo med vsemi ptiči, zaradi česar lahko zelo učinkovito jadrajo ter izkoriščajo zračne tokove. Imajo kratke noge in majhno glavo z dolgim, ravnim kljunom, ki se konča z močno navzdol zakrivljeno konico. Operjenost je temnorjava ali iridescenčno črna, pri samicah z belimi lisami na glavi in prsih. Med gnezditvenim obdobjem dobijo samci živordečo golšo, ki jo napihujejo med dvorjenjem. Samice so nekoliko večje od samcev.
Prehranjujejo se z morskimi živalmi, ki jih lovijo v letu nad gladino; za razliko od mnogih drugih morskih ptic nimajo oljnate prevleke perja, zato ob padcu v vodo z mokrim perjem le s težavo spet vzletijo ali se utopijo. Najpogosteje lovijo leteče ribe in lignje tik pod ali nad gladino, znane pa so predvsem po tem, da napadajo druge morske ptiče, ki se s hrano vračajo v kolonijo, in jih prisilijo, da izpustijo plen (oblika kleptoparazitizma). Pogosteje sicer lovijo same, med gnezditvenim obdobjem plenijo tudi jajca in mladiče drugih morskih ptic.
So monogamne, za potomstvo skrbita oba starša. V začetku paritvene sezone se samci spopadajo za primerna mesta za dvorjenje, pri čemer so precej agresivni, tako poskušajo drug drugemu z ostro konico kljuna preluknjati golšo. Ko je teritorij vzpostavljen, napihujejo golšo in potresavajo z razprostrtimi perutmi ter glavo, kadar opazijo samico v letu nad njimi. Gnezdo nato zgradita oba partnerja, vanj pa samica izleže eno jajce. Prav tako oba valita in izmenjaje prinašata hrano. Njihovo razmnoževanje je izredno počasno, saj so sposobne prinesti manj hrane od nekaterih drugih morskih ptic, zato se mladič počasi razvija in običajno gnezdijo le enkrat na dve leti. Mladiči se osamosvojijo šele pet mesecev po izvalitvi ali več (tudi do sedem mesecev), odvisno od dostopnosti hrane, in se včasih vračajo po hrano tudi še eno leto ali več po tem.

## Habitat in razširjenost
Burnice so ptiči odprtega morja, ki preživijo večino življenja v zraku in se vračajo na kopno samo gnezdit. Kolonije večinoma nastanejo na odročnih oceanskih otokih, nedostopnih plenilcem. Hrano iščejo v tropskih in subtropskih oceanih sveta, največ vrst živi v Indijskem in Tihem oceanu.

## Sistematika
So sestrska družina ostalim pripadnikom reda veslonožcev. Obstaja tudi hipoteza, da so sorodne tropikom, s katerimi si delijo več značilnosti, a je molekularne študije ne podpirajo.
| Seznam vrst                        | Seznam vrst | Seznam vrst |
| Ime                                | Slika       | Območje razširjenosti |
| ---------------------------------- | ----------- | --- |
| lepa burnica (Fregata magnificens) |             | Razširjena po tropskih predelih Atlantika, gnezdi v kolonijah na obalah Floride, Karibov in Zelenortskih otokov, pa tudi na tihomorskih obalah Amerik od Mehike do Ekvadorja, vključno z Galapaškimi otoki. |
| Fregata aquila                     |             | Južni osrednji Atlantik. Večina populacije gnezdi na otočku pred obalo otoka Ascension. |
| Fregata andrewsi                   |             | Morja Jugovzhodne Azije, gnezdi izključno na Božičnem otoku v vzhodnem Indijskem oceanu. |
| Fregata minor                      |             | Tropski predeli Indijskega in Tihega oceana, ena populacija tudi na jugu osrednjega Atlantika (otočje Trinidade in Martim Vaz pred obalo Brazilije).                                                        |
| Fregata ariel                      |             | Tropski predeli Indijskega oceana in zahodnega Tihega oceana, ena populacija tudi na jugu osrednjega Atlantika (otočje Trinidade in Martim Vaz).                                                            |